# 하나원
하나원은 북한이탈주민정착지원시설에 수용된 보호대상자의 정착지원에 관한 사무를 관장하는 대한민국 통일부의 소속 기관이다. 정식 명칭은 북한이탈주민정착지원사무소(北韓離脫住民定着支援事務所)로 1999년 7월 8일에 개소하였으며, 소장은 고위공무원단 1등급에 속하는 일반직 공무원이다.
하나원은 1급 국가보안시설로 지정되어 있어 정확한 위치가 언론에 공개되어 있지 않으며 북한이탈주민이 한국에 입국하여 북한이탈주민보호센터에서 일정기간 동안 조사를 마친 후 입소하게 된다.

## 설치 근거 및 소관 업무

### 설치 근거
- 「통일부와 그 소속기관 직제」 제2조제1항[5]

### 소관 업무
- 보호대상자의 사회적응교육 및 직업훈련
- 보호대상자의 생활관리 및 지도
- 보호대상자의 법적지위 확보 및 거주지 편입의 지원
- 보호대상자에 대한 지원기관 및 민간지원단체와의 협조
- 보호대상자의 시설수용 및 기초조사·분류·등록
- 보호대상자의 건강관리 및 의료지원 등 보호·관리
- 북한이탈주민과 관련한 정착지원시설의 유지·관리
- 소속공무원의 인사사무 및 문서관리
- 보안 및 관인대장의 관리
- 예산안 편성 및 자금의 운용, 회계, 결산
- 국유재산 및 물품의 구매·조달 및 관리

## 연혁
- 1999년 5월 24일: 북한이탈주민정착지원사무소 설치.[6]
- 2012년 12월 5일: 소속기관으로 화천분소 설치.[7]

## 설립 배경

북한이탈주민 변동추이

북한이탈주민은 한국 전쟁 이후 매년 10명 내외였으나, 1994년 김일성 사망과 북한의 경제난으로 1990년대 중반 이후 규모가 급격하게 증가하였다. 따라서, 북한이탈주민이 한국 사회에서 건전한 민주국민으로 함께 살아갈 수 있게 하기 위한 조직적이고 체계적인 지원이 필요하게 되었다.
북한이탈주민은 탈북 과정에서 겪은 신체적·심리적 문제가 해결되지 않은 상태로 신분 확인을 위해 힘든 조사과정을 거치고, 취업이나 진로, 거주지 등의 미래가 아직 불안하고 체제가 다른 한국 사회에 대한 실제 경험이 없기 때문에 심리적으로 혼란스럽고 불안한 시기에 놓이게 된다. 이를 지원하기 위해 정부의 통일부 산하 기관이 하나원이다.

## 교육기간
북한이탈주민은 입국 후 국정원이 운영하는 북한이탈주민보호센터에서 탈북 동기, 신원, 위장입국 여부 등과 관련한 정부합동조사를 받은 후, 하나원에서 3개월간 사회적응교육을 받는다.

### 교육기간 변경
- 1999년 7월 8일: 3개월
- 2001년 6월 30일: 2개월
- 2004년 10월 1일: 3개월
- 2006년 12월: 12주
- 2007년 5월 16일: 8주
- 2009년 3월 10일: 12주

## 조직

### 소장
- 교육기획과[8]
- 교육훈련과[8]
- 관리후생과[8]

### 구성
- 제1하나원: 경기도 안성시 소재, 1999년 7월 8일 개소, 750명 수용
- 성남분원: 경기도 성남시 소재
- 시흥분원: 경기도 시흥시 소재
- 양주분원: 경기도 양주시 소재, 2009년 7월 3일 개소[9]
- 제2하나원: 강원특별자치도 화천군 소재, 2012년 12월 5일 개소, 500명 수용

## 사건·사고

### 전향간첩 탈북자 정보 유출
2011년 4월 28일 대법원이 북한 공작기관에 재포섭돼 탈북자 정보를 캐낸 혐의로 기소된 전향 무장간첩 64살 한 모 씨에게 징역 3년 6개월을 선고한 원심을 확정하였다. 한 씨는 1996년부터 최근까지 북한 정찰국 및 보위사령부의 지시를 받고 탈북자 정착 지원기관인 하나원과 북한군 출신 탈북자단체 관련 정보 등을 탐문한 혐의이다. 한편, 한 씨는 지난 1969년 무장간첩단의 일원으로 전라북도 고창군 해안에 침투했다 검거된 뒤 전향했지만 북한에 두고 온 가족과 상봉을 시도하는 과정에서 북한 정찰국에 재포섭된 것으로 드러났다.

### 통일부 최초 여성 가급 직위 배출
북한이탈주민정착지원사무소장(약칭 하나원장)은 그동안 '나급'으로 분류되었으나 2012년 이후 '가급'으로 격상되었다. 2012년 3월 5일 통일부는 북한이탈주민정착지원사무소장(하나원장)에 윤미량(53) 직무대리를 승진 발령했다고 밝혔다. 윤 소장(원장)은 마산여자고등학교와 중앙대학교 정치외교학과를 졸업한 뒤 영국 런던정경대학교(LSE)에서 정치학 박사를 취득했다. 행정고시 30회에 합격하여 1987년 통일부 사상 첫 여성사무관으로 입부해 인도협력기획과장, 회담관리과장, 통일교육원 지원관리과장 등을 역임했다.

## 같이 보기
- 대한민국 통일부
- 남북출입사무소
- 북한이탈주민지원재단
- 북한민주화위원회